# Villa Josefa
La Villa Josefa també dita Ca l'Espàrrec o Can Globus és un xalet protegit com a bé cultural d'interès local i una de les quatre edificacions amb un interès artístic i històric, de començament del segle XX que encara resten a Arenys de Munt.

## Arquitectura
Edifici que segueix encara els postulats modernistes tot i que incorpora elements de diferents estils artístics. Habitatge unifamiliar a quatre vents de dues plantes amb balcons i finestrals amb llinda. Sobre les obertures hi ha motllures florals. El portal d'entrada, centrat en la façana, s'eleva sobre una escalinata. Cal esmentar com a elements destacats la forja dels balcons, les rajoles dels arrambadors, els diferents enrajolats de les estances, els esgrafiats de les parets i les pintures de les parets i el sostre. La façana és rematada amb una barana d'obra llisa i estreta, presidida per un timpà amb la indicació de l'any de construcció de l'edifici.

## Història
L'edifici fou aixecat per iniciativa d'Antonio Planas, barceloní que havia adquirit la propietat de la finca els primers anys del segle xx. La finca incloïa una masia del segle xvii (Can Pau Vergés), on vivien els masovers que també es feien càrrec de les terres de conreu. Antonio Planas decidí construir un edifici al costat de la masia més d'acord amb els temps i amb les comoditats que demanava la seva residència a Arenys de Munt. La nova edificació, seguint el costum de l'època, fou batejada amb el nom de Villa Josefa, en honor de la seva muller Josefa Senillosa.
La finca fou habitada pels propietaris (des de la mort del Sr. Planas hi visqué la seva vídua Josefa) fins a l'any 1936, quan l'edifici fou municipalitzat "de facto". Des del desembre de 1936 s'hi instal·là la Colònia Madrilenya, un grup d'uns cinquanta refugiats procedents de Madrid i dels seus entorns, que hi va romandre al llarg de tota la guerra. Acabada la guerra, la finca fou adquirida pel sr. Espàrrec. El fet que durant uns anys els arrendataris de Villa Josefa, aprofitant l'amplada de la finca, enlairessin globus en actes públics, amb una expectació molt gran per part de la gent del poble, ha fet que també es bategés l'edifici com Can Globus.